# Argos (Le Portel)
Argos is een radiomaritiem museum, gelegen in de tot het Franse departement Pas-de-Calais behorende plaats Le Portel.
Het gebouw, waarvan de ingang in de vorm is van de achtersteven van een schip, bevat een replica van een marconikamer, de brug van een schip en een stuurhut. Het materiaal stamt van de jaren '50 tot '80 van de 20e eeuw. Tal van apparaten worden uitgestald, zoals een sonarapparaat, een radio-ontvanger, een zender, een morsesleutel en het DECCA-navigatiesysteem dat tijdens D-day werd gebruikt. Al deze apparatuur werd geschonken door reders, zeevarenden en dergelijke. Ook de rondleiding geschiedt door voormalige marconisten en soortgelijke mensen.